# Estación de Angers St. Laud

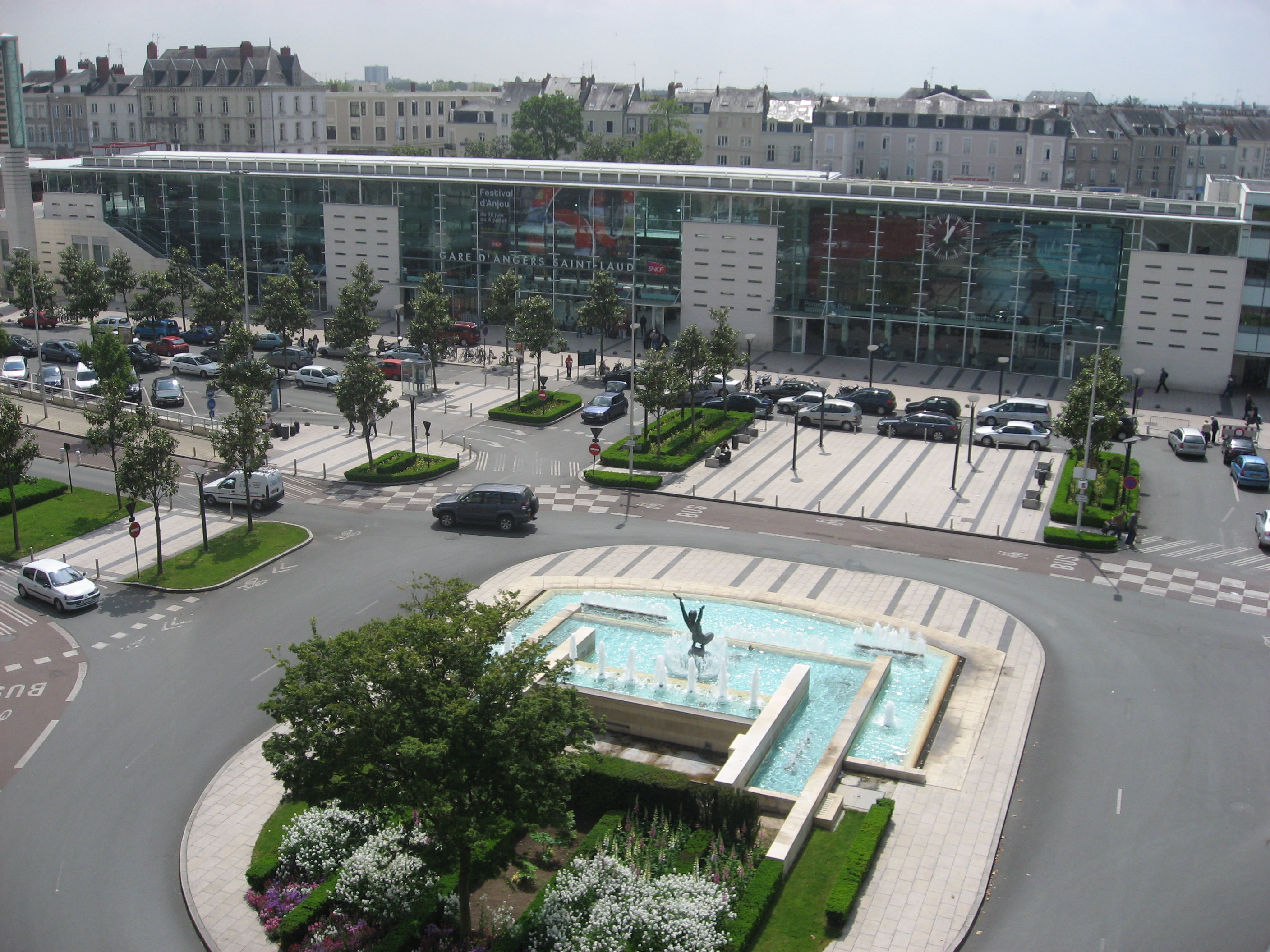
Vista de la estación reinaugurada en 2001 para acoger al TGV

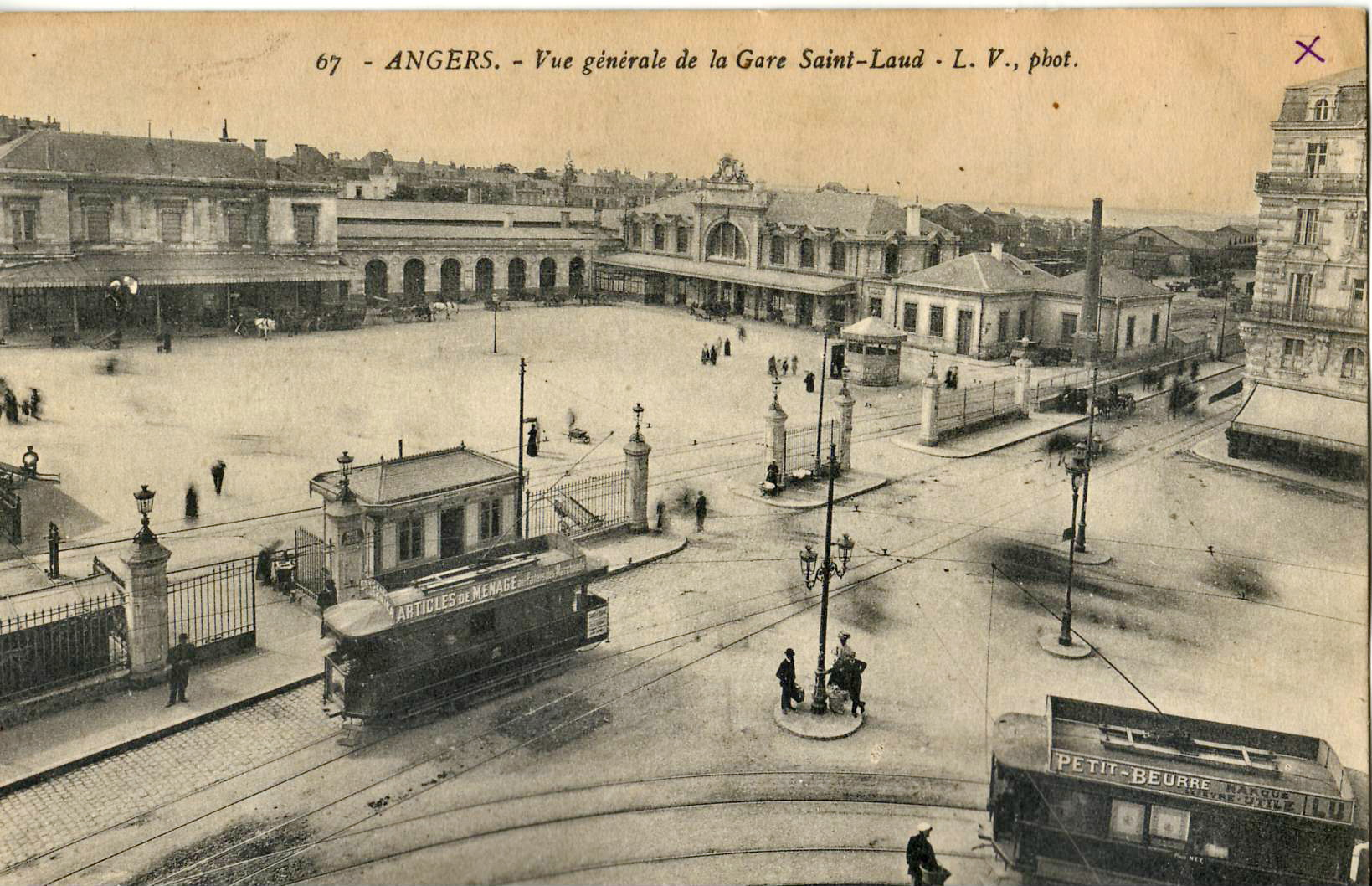
Vista de la primera estación, a comienzos del

La estación de Angers-St. Laud es la estación ferroviaria principal de la ciudad Francesa de Angers, situada en el departamento de Maine-et-Loire), en la región Pays de la Loire. 
Fue puesta en servicio en 1849 por la Compagnie du chemin de fer de Tours à Nantes, absorbida en 1852 por la Compagnie du chemin de fer de Paris à Orléans.
Pertenece a la red de estaciones de la SNCF, y en ella prestan servicio los trenes: TGV, Intercités y TER Pays de la Loire permitiendo la comunicación con: Le Mans (40 min), París (en 1h30), Tours (50 min), Lyon (3h45 en TGV) y Nantes (35 min).

## Servicios a los viajeros

### Edificio
La estación tiene dos accesos principales al vestíbulo: uno del lado del aparcamiento de Marengo, que da al Puente de Létenduère, y el otro en la Avenida Denis Papin. El primero de ellos tiene dos escaleras mecánicas, un ascensor y dos escaleras (una en el exterior, y otra en el interior del vestíbulo). El segundo da a una explanada donde se encuentra el conjunto de las líneas de autobuses urbanos e interurbanos, así como una zona de taxis y restaurantes. Un tercer acceso, localizado en el aparcamiento de Marengo permite acceder directamente a dos de los tres andenes de la estación sin pasar por el vestíbulo. Un cuarto acceso da direcctamente al aparcamiento de Saint Laud.
Siendo una estación de la SNCF, dispone de un edificio de acogida a los viajeros, con taquillas, abierto todos los días. Está equipada con máquinas para la compra de billetes. Dispone de diversios servicios, entre ellos: restauración, punto de venta Relay, alquiler de vehículos, oficina de correos, agencia de seguros, y una farmacia.

### Servicios
En la estación de Angers Saint Laud prestan servicio los siguientes trenes:

#### TGV Atlantique
- Línea Nantes - Angers - Le Mans - Paris-Montparnasse
- Línea Nantes - Angers - Le Mans - Massy- Marne-la-Vallée - Chessy - Roissy-Charles de Gaulle - Lille
- Línea Nantes - Angers - Saint-Pierre-des-Corps / Le Mans - Massy - Lyon - Grenoble - Marsella
- Línea Nantes - Angers - Saint-Pierre-des-Corps / Le Mans - Massy - Lyon - Grenoble - Valence - Montpellier
- Línea Nantes - Angers - Le Mans - Massy- Marne-la-Vallée-Chessy - Champagne-Ardenne - Estrasburgo

#### Intercités
- Línea Nantes - Tours - Nevers - Lyon (sólo de viernes a domingo)

#### TER Pays de la Loire
- Línea 04 : Nantes - Angers
- Línea 05 : Nantes - Angers - Tours
- Línea 19 : Angers - Saumur - Tours
- Línea 20 : Angers - Cholet
- Línea 21 : Nantes - Angers - Le Mans